# Малкият принц
Вижте пояснителната страница за други значения на Малкият принц.
|  |

„Малкият принц“ (на френски: Le Petit Prince) е повест от Антоан дьо Сент-Екзюпери, публикувана за първи път през 1943 година, представляваща неговото най-известно произведение.
Написва я, докато пребивава в хотел в Ню Йорк през 1942 г. Като форма и жанр книгата няма аналог в световната литература. Тя е поетичен и философски разказ под привидното впечатление на приказка за деца, но в същото време съдържа дълбоки и идеалистични мисли за живота, любовта и смъртта. Книгата е писана по лични преживявания на летеца-писател и е илюстрирана с негови рисунки, които са включени в повечето издания. Авторът споделя мислите си за безумията на човечеството и простите мъдрости, които възрастните забравят, когато пораснат. „Малкият принц“ е преведен на 180 езика и продаден в повече от 50 милиона копия по цял свят и е адаптиран за опера, театър и кино.
Във всяка глава на книгата малкият принц се среща с различен герой, който може да се разглежда като алегория на даден парадокс или абсурд от света на възрастните. Езикът е прост и обикновен, но в същото време със силно изразена символика. Илюстрациите на книгата, подобни на детски рисунки, са добро допълнение към чистотата и простотата на езика. Книгата може да се разглежда като опит за намиране на детето във всеки възрастен: „Всички възрастни са били преди това деца, но много малко от тях си го спомнят.“ (Toutes les grandes personnes ont d'abord été des enfants. Mais peu d'entre elles s'en souviennent.)

## Публикации
Малкият принц е написана през 1942 г. в Ню Йорк. Първата публикация е през 1943 г. в САЩ на издателството Reynal & Hitchcock. За първи път излиза от печат на английски език като The Little Prince, в превод на Катерина Удс. Първото френско издание излиза в „Editions Gallimard“, 1946 г. В превод на руски излиза през 1958 г. На български език е преведена от Константин Константинов и публикувана от издателство „Народна младеж“ през 1962 г.

## Сюжет
В книгата разказвачът (в лицето на Сент-Екзюпери) е катастрофирал със самолета си в пустинята Сахара, където среща млад принц, който не е от планетата Земя. Разказвачът е активна фигура в книгата. В първите 9 глави е отразено неговото мнение, след което действието преминава от трето в първо лице. Принцът кара разказвача да му нарисува овца. Не знаейки как да направи това, той рисува друга картина – боа нагълтала слон (което възрастните мислят за шапка). Но принцът иска овца. След няколко неуспешни опита, разказвачът му рисува кутия, като му казва, че овцата почива вътре. Това се харесва на принца, защото той може да „види“ овцата в кутията.
Тогава малкият принц му разказва за своята „планета“ – астероид, който е голям колкото къща и се казва B612. На него има 3 вулкана – два активни и един заспал, и една роза. Той прекарва дните си, грижейки се за астероида и най-вече за розата, като постоянно къса баобабовите дървета, които се опитват да пораснат там. Те биха разрушили малкия му свят, ако им се позволи да порастат. Един ден принцът решава да напусне астероида, за да види каква е останалата вселена и посещава шест други астероида, на всеки от които живее възрастен, който има своите особености.
В 24 глава лицето се сменя отново от първо в трето. Разказвачът и принцът са в пустинята и принцът позволява на змията да го ухапе, като обяснява на разказвача, че макар и да изглежда мъртъв, той няма да е. Разказвачът е спасен от пустинята.

## Истинският случай
На 30 декември 1935 г. в 14:45 часа, след 18 часа и 36 минути във въздуха, Aнтоан дьо Сент-Екзюпери и неговият навигатор, Андре Прево̀, разбиват самолета си в пустинята Сахара. Те се опитват да подобрят рекорда за пътуване от Париж до Сайгон и да получат наградата от 150 000 франка. И двамата оцеляват след катастрофата, но след това настъпва бързо обезводняване. Картите им са примитивни и заблуждаващи. Те се загубват в пустинята, а със себе си имат само няколко зърна грозде, един портокал и малко вино, които им стигат за един ден. На втория ден започват да виждат миражи, дори да получават халюцинации. Сент-Екзюпери среща фенек (пустинна лисица), което може би го вдъхновява да създаде образа на лисицата в книгата. На четвъртия ден ги откриват бедуини, които спасяват живота им.

## Герои и прототипи

### Малкият принц
Образът на Малкия принц е дълбоко автобиографичен, макар в същото време да е разграничен от възрастния автор-летец. Той е роден от тъгата по умиращия в него малък Тонио – потомък на дворянски род, когото в семейството наричат „Кралят-Слънце“ заради златистите му коси, а в колежа „Лунатикът“ за навика му да гледа дълго звездите. В 1940 година в почивките между престрелките и боевете с нацистите, Екзюпери често рисува на лист хартия момче – понякога с крила, понякога на облак. Постепенно крилата стават дълъг шал, какъвто носи както Малкият принц така и самият Екзюпери, а облакът се превръща в астероид.

### Разказвачът
Разказвачът е човек, който се опитва да разсъждава и да се държи като дете, осъзнавайки обаче, че това е невъзможно, защото колкото повече се опитва да извика детето в себе си, толкова повече разбира, че го е загубил завинаги. Но този образ в същото време ни напомня, че има два начина да се гледа на нещата – с разума или със сърцето т.е. така както виждаме нещата в действителност и така, както трябва да ги виждаме.

### Лисицата
Лисицата, или по-скоро фенекът (ако се съди по големите уши) е един от най-интересните и многозначителни образи в книгата. Той е предмет на много спорове. За някои това е съперницата на Розата. Но проблемът произлиза от това, че думата лисица (на френски: le renard) е от мъжки род. Другият проблем е, че в „Малкият принц“ тя е по-скоро приятел на принца и го учи на вярност, отговорност и грижа за любимите хора. Причината Екзюпери да избере фенека за герой в своята книга е, че той наистина се сприятелява с тях по време на своята служба в Мароко. Когато на Земята принцът вижда много рози и се натъжава, защото мисли, че неговата е единствена в цялата Вселена, лисицата му обяснява, че неговата Роза наистина е уникална, единствена и специална, защото е единствената, която той обича. Лисицата символизира приятелството, дружбата.

### Розата
Образът на розата е също добре известен. Това не е обикновена роза, не е обикновено цвете, а символ на любовта – единствената, истинската, така както розата е единствена на планетата на Малкия принц. Тя е красива, деликатна, трогателна, но в същото време със своите недостатъци – капризна и взискателна. Но Малкият принц се грижи за нея с голямо удоволствие и се стреми да я предпази от опасностите. Антоан дьо Сент-Екзюпери очевидно има предвид своята жена Консуело, когато създава този образ. Консуело е импулсивна латиноамериканка, която писателят среща в Буенос Айрес и която приятелите ѝ наричат „малък салвадорски вулкан“. Всъщност в книгата на френски език авторът използва la fleur – цветето, но в превод на много езици е влязло розата, първо – защото нарисуваното цвете в книгата наистина е роза, и второ – защото чертите, приписвани на цветето подхождат най-много на роза – красива, очарователна, но с бодли.

### Кралят
Кралят живее на един от астероидите, които Малкият принц посещава и вярва, че може да управлява звездите, защото им заповядва да правят това, което те и бездруго правят. Той счита, че неговите поданици трябва да му се подчиняват, ако неговите заповеди са смислени. Затова той разрешава на принца да напусне астероида му като негов посланик. Той е символ на авторитета.

### Суетният
Суетният иска всички да се възхищават от него, но в същото време живее сам на своята планета и е неспособен да чуе какво му се говори, ако това не е комплимент. Символизира егоизма, суетността на повечето хора и желанието им да бъдат приети и харесвани от обществото.

### Пияницата
Пияницата пие, за да забрави, че се срамува от пиянството си. Символизира липсата на воля и сила на характера у хората.

### Бизнесменът
Бизнесменът е винаги прекалено зает да брои звездите, които си мисли, че притежава. Иска да ги използва, за да си купи повече звезди. Тогава Малкият принц се опитва да обясни на Бизнесмена какво е собственост и защо е невъзможно той да притежава звездите. Символизира алчността и суетността на хората.

### Фенерджията
Фенерджията живее на астероид, който се завърта за една минута. Неговата задача е всяка вечер да пали фенера и всяка сутрин да го гаси. Преди време астероидът му се е въртял със сравнително нормална скорост и той имал време да си почива, но сега той трябва да прави това всяка минута. Малкият принц истински симпатизира на Фенерджията, защото той е единственият възрастен, когото среща да мисли за някой друг освен за себе си и да поема отговорност и не му изглежда смешен.

### Географът
Географът прекарва времето си в изработката на карти и твърди, че не вярва на неща, които не е видял със собствените си очи, но в същото време никога не напуска бюрото си. От професионален интерес той кара Малкия принц да опише неговата планета. Когато последният споменава Розата, географът казва, че не описва неща с кратък живот. Принцът се натъжава след като осъзнава, че един ден може да загуби своята Роза завинаги. Географът е този, който му препоръчва да посети Земята. Символизира учени, които макар и много начетени и интелигентни, се затварят в своите кабинети и губят реална представа за външния свят и промените, които настъпват в него.

## Екранизации
- 1966 г. – „Малкият принц“, съветски филм на режисьора Арунас Жебрюнас.
- 1974 г. – „Малкият принц“, американско-британски музикален филм на режисьора Стенли Донън.
- 1978 – 1979 г. – „Приключенията на Малкия принц“, японски сериал (аниме).
- 2010 – 2013 г. – „Малкият принц“, френски анимационен сериал.
- 2015 г. – „Малкият принц“, френски анимационен филм на режисьора Марк Осбърн.

## Други
На „Малкият принц“ е наречена улица в квартал „Младост 2“ в София (Карта).